# 卡尔基 (阿塞拜疆)
卡尔基是阿塞拜疆纳希切万自治共和国的一块外飞地，面积950公顷，行政上属萨达拉克区，1990年后由亚美尼亚实际控制，由亞拉拉特州管理。
阿塞拜疆政府嚴禁外國公民前往该地，外國公民如進入以上地區，將被阿塞拜疆共和國永久拒絕入境，並列入「不受欢迎人物名单」。